# Henrique Medina
Henrique Medina de Barros CvC • OSE • GOSE • GCIH (Porto, 18 de Agosto de 1901 – 30 de novembro de 1988 (87 anos)) foi um pintor português, filho de mãe portuguesa e de pai espanhol.
É actualmente considerado o principal retratista português do século XX.[carece de fontes?]

## Biografia
Aos 10 anos foi apresentado ao professor José de Brito da Escola de Belas Artes do Porto que surpreendido com a sua habilidade consentiu que assistisse às suas aulas.[carece de fontes?]  Também teve aulas com Acácio Lino e Marques de Oliveira.
Em 1919, interrompeu o curso na Escola Superior de Belas Artes do Porto para prosseguir estudos em Paris, com os mestres Cormon e Bérard. Permaneceu sete anos em Paris.
Em seguida mudou-se para Londres, onde viveu dez anos e teve um estúdio.
Foi para Roma onde pintou o retrato de Mussolini. Na execução desta obra ocupou cinco sessões matinais no gabinete do ditador, que não interrompeu o seu trabalho.
A 10 de Maio de 1930, foi feito Cavaleiro da Ordem Militar de Cristo.
Convidado a trabalhar no Brasil onde pintou representativas figuras da sociedade como o embaixador Nobre de Melo e o escritor Carlos Malheiro Dias.
Trabalhou ainda em Buenos Aires tendo retratado o biólogo Francisco Jauregui (1934) entre outros.
A 9 de Abril de 1936, foi feito Oficial da Ordem Militar de Sant'Iago da Espada.
Depois residiu sete anos em Hollywood, com um estúdio que manteve após o regresso a Portugal. Retratou os artistas da época como Greer Garson, Linda Darnell, Mary Pickford, Madeleine Carol e Ann Miller. Também pintou nomes da música como Jannete MacDonald, Lily Pons e Galli Curcci, estas últimas telas estão expostas no Metropolitan Opera House em Nova Iorque.
Pintou também o quadro do filme O Retrato de Dorian Gray e o retrato de Greer Garson utilizado no filme Mrs Parkington que faz parte do museu da Metro Goldwin Mayer
Em seguida pintou de novo na Europa na Suécia, Dinamarca e Espanha.
Voltou à Grã-Bretanha e Irlanda do Norte, para se mudar com a Segunda Guerra Mundial de novo para o Brasil e Estados Unidos onde passa 7 anos.
Em Portugal pintou cinco presidentes da República: António José de Almeida (1932), Óscar Carmona (1933), Sidónio Pais (1937), Canto e Castro (1937) e Américo Thomaz (1957), homens da ciência como Egas Moniz (1950) e José Gabriel Pinto (1957). Pintou também o compositor Cláudio Carneiro (Paris 1921), o Cardeal Manuel Gonçalves Cerejeira (1934), o bispo do Porto António Ferreira Gomes (1981) e o Arcebispo de Braga Eurico Dias Nogueira, além de António de Oliveira Salazar (1939).
A 2 de Julho de 1969, foi elevado a Grande-Oficial da Ordem Militar de Sant'Iago da Espada.
Desde tenra idade, passava férias em casa de família na freguesia de Marinhas, concelho de Esposende, à qual regressou definitivamente em 1974, onde se dedica aos retratos da vida rural que o acompanhou durante os seus primeiros anos de vida. O seu atelier é hoje museu.
Actualmente a escola secundária de Esposende chama-se Escola Secundária Henrique Medina em sua honra. Da mesma forma, a Câmara Municipal do Porto assim quis homenagear o pintor, dando-lhe o se nome a uma das ruas da freguesia de Ramalde. Ainda em Esposende poderemos encontrar o nome de Henrique Medina associado ao nome de uma praça no centro da cidade além de um busto do pintor, situado nesta mesma praça.
A maior colecção de obras do autor está em Braga no Museu Medina, composta por 50 óleos e ainda diversos desenhos da autoria do pintor, legados pelo próprio em 1982 à Arquidiocese de Braga.
A 11 de Fevereiro de 1984, foi agraciado com a Grã-Cruz da Ordem do Infante D. Henrique.

## Instituições e Colecções Portuguesas
Está representado nas seguintes Instituições e Colecções Portuguesas:
- Museu Nacional de Soares dos Reis - Porto
- Câmara Municipal do Porto
- Fundação António de Almeida
- Fundação Cupertino de Miranda
- Colecção Gervásio Leite
- Colecção Silvério Freitas
- Museu Malhoa
- Casa Museu Egas Moniz
- Museu Grão Vasco
- Fundação Medeiros e Almeida
- Universidade de Coimbra
- Casa Museu Nogueira da Silva
- Biblioteca Municipal de Viana do Castelo
- Museu de Arte Contemporânea (Lisboa)
- Museu do Caramulo
- Academia Militar de Lisboa
- Palácio de São Bento (Lisboa)
- Palácio de Belém
- Palácio de Vila Viçosa
- Escola Médica de Lisboa
- Convento de Belém (Ponta Delgada)
- Museu Medina
- Palácio da Bolsa (Porto) (12 telas)

## Colecções Estrangeiras
- Museu de Orsay (Paris)
- Escola de Guerra "Imperial Staff (Londres)
- Skockloster (Suécia)
- Hall of Fame (Washington)
- Colecção Metro Goldwin Mayer (Califórnia)
- Lick Foundation (São Francisco)
- Oreby Slott (Dinamarca)
- Duke University (Carolina do Norte, EUA)
- Virginia University
- Metropolitan Opera House (Nova Iorque)
- University of California
- Clark Library (Los Angeles)
- Museu de Cádis (Cádis)
- Fairleigh Dickinson University (New Jersey, EUA)
- Palácio de Justiça (Oregon, EUA)
- Real Gabinete Português de Leitura do Rio de Janeiro
- Embaixada de Portugal na Rússia
- Embaixada de Portugal em Londres